# Le Churchill
Le Churchill est un complexe cinématographique géré par l'ASBL les Grignoux et situé rue du Mouton Blanc dans le centre de Liège. Inauguré peu après la Seconde Guerre mondiale au sous-sol du Forum, fermé en même temps que lui dans les années 1980, il est rouvert le 1er janvier 1993 par les Grignoux avec l'aide de la Fédération Wallonie-Bruxelles qui est propriétaire de l'ensemble du bâtiment (avec notamment la salle de spectacle, le Forum, qui se situe au-dessus du Churchill). Le cinéma dispose de trois salles avec une capacité totale de 376 places. Il fait partie du réseau Europa Cinemas.

## Façade
Le vitrail et les néons du cinéma sont l'oeuvre de l'artiste Fernand Flausch. Elle est de style Art déco.

## Salles
Le cinéma compte 3 salles de 203, 113 et 60 places équipées de manière optimale puisqu'elles permettent la projection correcte dans tous les formats courants, du standard 1,37 au CinemaScope en passant par les formats panoramiques 1,66 et 1,85. Elles sont équipées pour le son analogique Dolby SR, le Dolby Digital et le DTS. L'écran de chaque salle est en outre doté d'un système de masquage mobile pour cadrer correctement chaque image en lui assurant des bords droits et nets, ce qui n'était plus disponible à Liège en 1993 qu'au cinéma Le Parc.